# Seria Lymana
Seria Lymana – seria linii widmowych emitowanych przez atomy wodoru. Linie tej serii powstają, kiedy elektron w atomie wodoru przechodzi ze stanu o głównej liczbie kwantowej n > 1 do stanu n = 1 (tzn. kiedy elektron przechodzi z wyższej powłoki na powłokę 1) (seria K). Nazwa pochodzi od jej pierwszego badacza, Theodore'a Lymana.
Długości fal pierwszej linii serii, zwanej linią Lymana α jest równa 121,57 nm (jest ona czasem nazywana promieniowaniem Lyman-α), a granicą serii jest 91,18 nm, wszystkie linie serii leżą w dalekim nadfiolecie.
Inne serie widmowe w atomie wodoru to:
1. seria Lymana
2. seria Balmera
3. seria Paschena
4. seria Bracketta
5. seria Pfunda
6. seria Humphreysa

## Historia
Pierwszą linię serii odkrył Theodore Lyman w 1906 roku, badając światło emitowane przez wodór, kolejne linie odkrył w kolejnych latach aż do 1914. Linie serii pasowały do wcześniej sformułowanej doświadczalnej formuły wzoru Rydberga opisującej serię Balmera i Paschena.
Wzór Rydberga dla serii Lymana ma postać:
{\displaystyle {\frac {1}{\lambda }}=R\left({\frac {1}{1^{2}}}-{\frac {1}{n^{2}}}\right)\qquad \left(R=1{,}0974\cdot 10^{7}{\mbox{m}}^{-1}\right)}
Gdzie n to kolejne liczby naturalne poczynając od 2 (n = 2,3,4,...). Linia Ly – α odpowiada n = 2, a granica serii odpowiada granicy wyrażenia dla n dążącego do nieskończoności.